# Атенгильо (муниципалитет)
Атенгильо (исп. Atenguillo) — муниципалитет в Мексике, в штате Халиско, с административным центром в одноимённом посёлке. Численность населения, по данным переписи 2020 года, составила 4176 человек.

## Общие сведения
Название Atenguillo с языка науатль можно перевести как: место у кромки воды.
Площадь муниципалитета равна 610,2 км², что составляет 0,8 % от общей площади штата, а наиболее высоко расположенное поселение Ла-Кампана находится на высоте 1909 метров.
Атенгильо граничит с другими муниципалитетами штата Халиско: на севере с Мистланом, на востоке с Атенго, на юге с Куаутлой, на западе с Тальпа-де-Альенде и Маскотой.

## Учреждение и состав
Муниципалитет был образован 20 марта 1885 года, по данным 2020 года в его состав входит 52 населённых пункта, самые крупные из которых:
| Код INEGI                  | Населённый пункт                                                                            | Численность населения (2005 год) | Численность населения (2010 год) | Численность населения (2020 год) |
| -------------------------- | ------------------------------------------------------------------------------------------- | -------------------------------- | -------------------------------- | -------------------------------- |
| 012                        | Всего                                                                                       | 4107                             | 4115                             | 4176                             |
| 0001                       | Атенгильо (исп. Atenguillo) 20°24′53″ с. ш. 104°29′33″ з. д. (административный центр)       | 1582                             | 1547                             | 1589                             |
| 0074                       | Лос-Вольканес (исп. Los Volcanes) 20°19′29″ с. ш. 104°32′22″ з. д.                          | 921                              | 956                              | 1016                             |
| 0060                       | Сан-Антонио-де-лос-Маседо (исп. San Antonio de los Macedo) 20°17′55″ с. ш. 104°33′24″ з. д. | 373                              | 420                              | 394                              |
| 0005                       | Ауакатепек (исп. Ahuacatepec) 20°20′20″ с. ш. 104°32′17″ з. д.                              | 205                              | 231                              | 216                              |
| 0016                       | Лас-Себольяс (исп. Las Cebollas) 20°14′08″ с. ш. 104°36′31″ з. д.                           | 173                              | 163                              | 161                              |
| 0061                       | Сан-Хосе-де-лос-Андраде (исп. San José de los Andrade) 20°16′52″ с. ш. 104°30′45″ з. д.     | 89                               | 88                               | 120                              |
| 0056                       | Эль-Родео (исп. El Rodeo) 20°14′58″ с. ш. 104°35′30″ з. д.                                  | 97                               | 100                              | 103                              |
| —                          | Прочие                                                                                      | 667                              | 610                              | 577                              |
| Названия на карте Генштаба |                                                                                             |                                  |                                  |                                  |

## Экономическая деятельность
По статистическим данным 2000 года, работоспособное население занято по секторам экономики в следующих пропорциях:
- сельское хозяйство, животноводство и рыбная ловля — 38,7 %;
- промышленность и строительство — 22,1 %;
- торговля, сферы услуг и туризма — 37,7 %;
- безработные — 1,5 %.

## Инфраструктура
По статистическим данным 2020 года, инфраструктура развита следующим образом:
- электрификация: 99,4 %;
- водоснабжение: 93,8 %;
- водоотведение: 99,2 %.